# Alapfokú oktatás

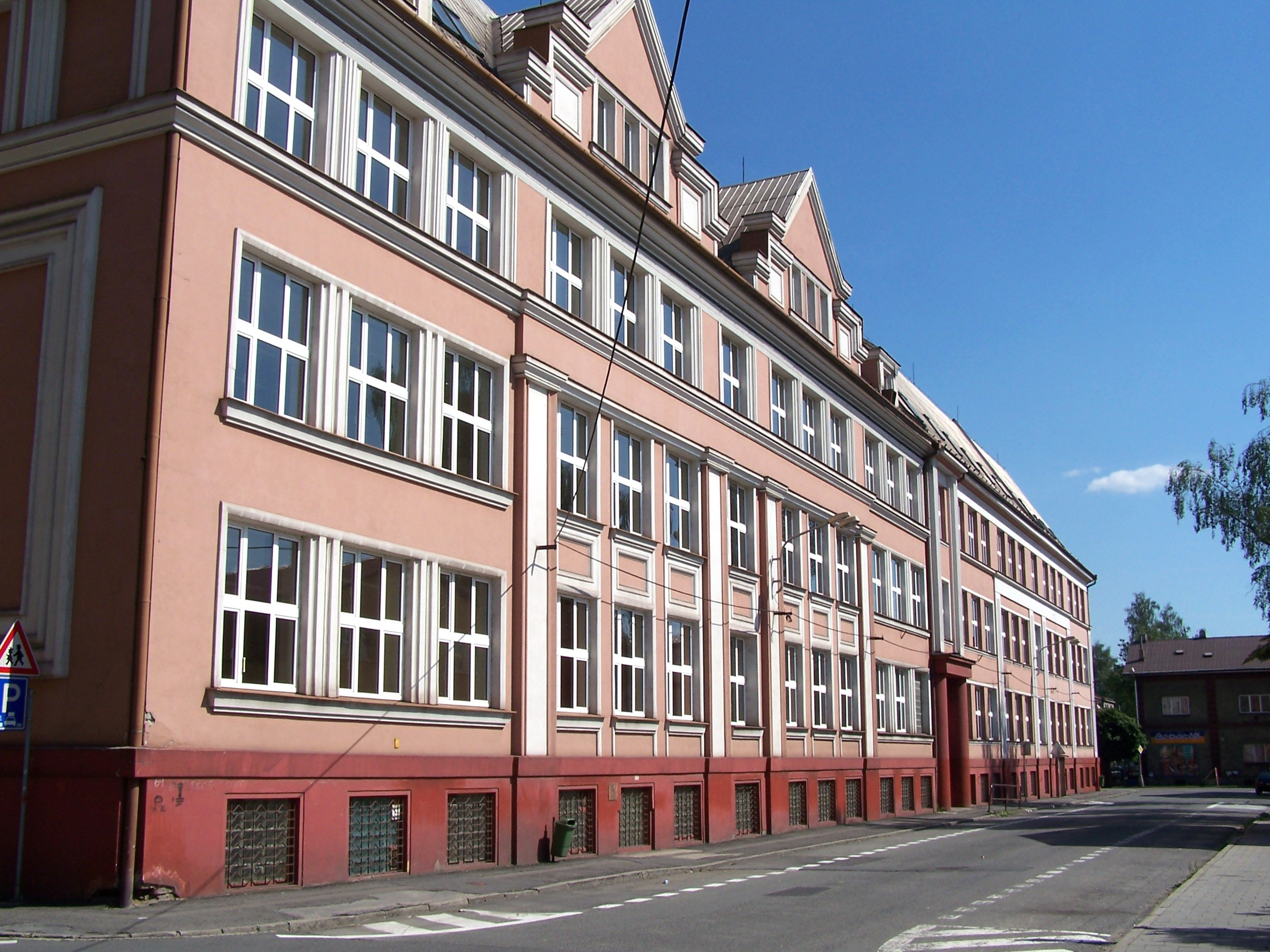
Általános iskola Český Těšínben, Csehországban.

Az alapfokú oktatás a gyermekkor első éveiben történő formális oktatást jelenti. Magyarországon az első lépcsője a kötelező jellegű oktatásnak. Megelőzi az óvodai nevelés, követi a középfokú oktatás.

## Jellemzői

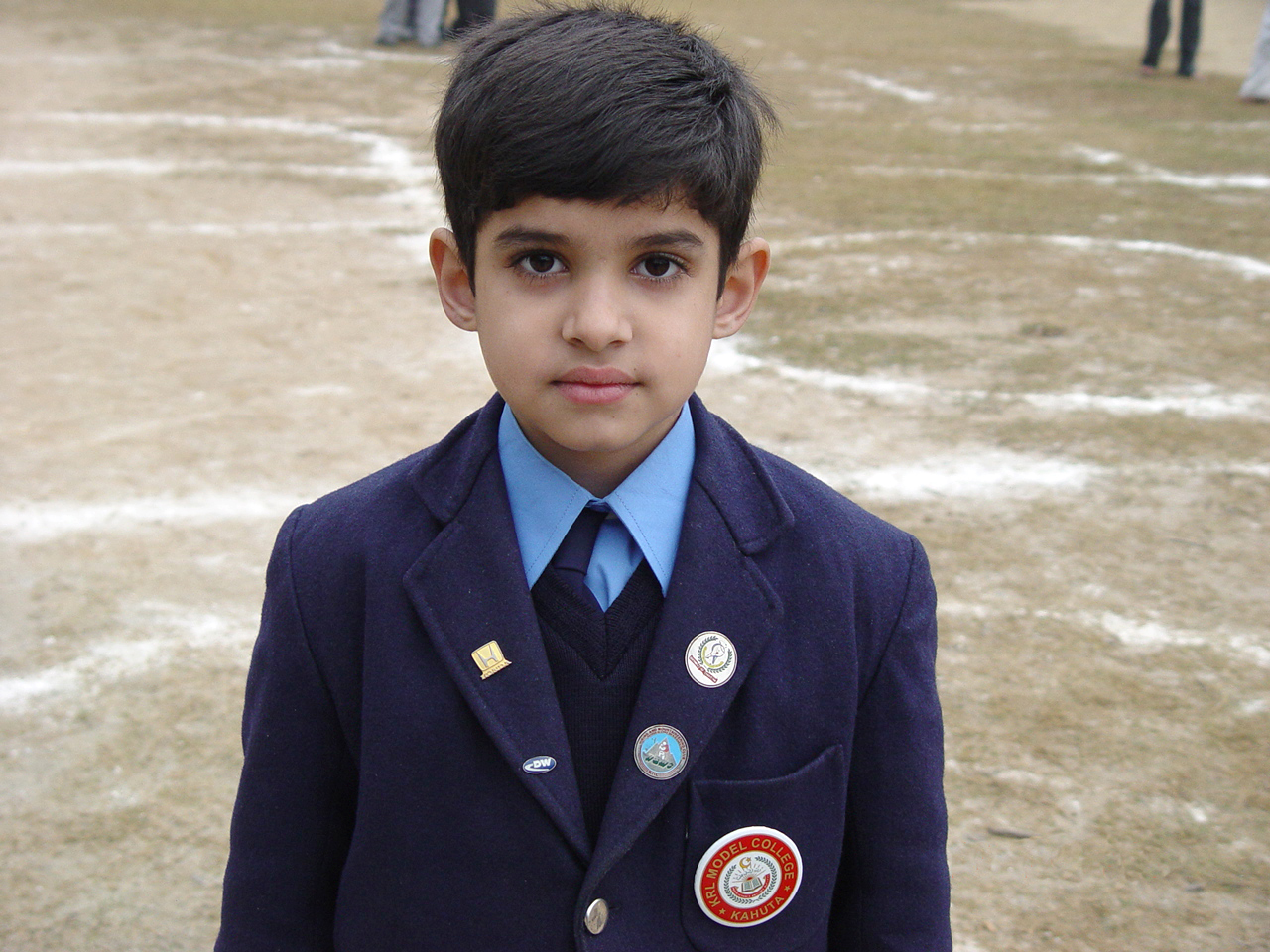
Pakisztáni általános iskolás

A világ legtöbb országában a gyermekeknek kötelező az általános oktatáson való részvétel, bár több jogrend engedélyezi a szülőknek az ettől való eltekintést, többnyire azzal a megszorítással, hogy legalábbis magántanári képzésben a gyermeknek részesülnie kell. Az alapfokú oktatás általában a gyermek 4. és 6. életéve között kezdődik. Van, ahol az óvoda is részben ide tartozik. A megosztás az alapfokú és középfokú oktatás között sem teljesen meghatározott.
A középfokú oktatásba való bekapcsolódás az életkor tekintetében változó, Magyarországon erre 10, 12 és 14 évesen van lehetőség. Egyes oktatási intézmények köztes képzést is nyújtanak, ez többnyire a középfokú oktatási intézményen belüli, a középfokú oktatásra való felkészítést célzó képzési forma. Ebből túlnyomórészt 14 évesen kerülnek a gyermekek a tényleges középfokú oktatásba.
Az alapfokú oktatás jellemző céljai az alapvető műveltség és a matematikai szemlélet kialakítása a gyermekekben, emellett a természettudományok, a társadalomtudományok és a művészetek alapjainak megismertetése. Ezen területek fontossága, és az azok oktatásának módszerei az adott ország kulturális és politikai berendezkedésétől függenek.
Általában az alapfokú oktatás iskolákban történik, ahol a tanulókat egyre emelkedő sorszámú évfolyamba sorolják (az életkoruk szerint), mígnem a képzést ők elvégzik, ahonnan a középfokú oktatásba kerülnek. A tanulókat osztályokba gyűjtik, melyeknek vezetője az osztályfőnök. Az ő feladata a tanulók előmenetelét segíteni, szabályozni. Az osztályfőnök mellett specializálódott tanerők is részt vesznek az oktatásban, akik a zenétől a testnevelésig, a matematikától a történelemig a specializációjuktól függően tanítanak. Az osztályok tagjai jellemzően egyazon tanulók. Az osztályfőnökkel való tartós együttműködés, és a mind vele, mind az osztálytársakkal való közeli kapcsolat kialakítása  az alapfokú oktatás lényeges eleme.
A testi fenyítés alkalmazhatósága kultúrkörfüggő, bár a nyugati országokban általában tiltott.